# El bebedor de absenta (Manet)
El bebedor de absenta (en francés: Le Buveur d'absinthe) es una pintura temprana de Édouard Manet, datada hacia 1858-1859, y considerada como su primera pintura importante y su primera obra original.
Fue el primer trabajo que Manet presentó al Salón de París, institución artística donde se consagraban los artistas franceses, en 1859. La obra fue rechazada por el jurado, obteniendo un único voto que en ocasiones se le ha atribuido a Eugène Delacroix. Este veredicto se apoyó en un aspecto abocetado que no gustó entre los miembros del jurado, pero probablemente el motivo de su rechazo pueda ser su tema: se representaba a un borracho con la botella vacía a sus pies como si de un héroe se tratase, a gran escala, ya que Manet se había inspirado posiblemente en el poema Le vin des chiffoniers (El vino de los traperos) de Las flores del mal de Baudelaire, y es posible que la censura de los textos de este escritor se extendiese también a su pintura. Por otro lado, se creía que el ajenjo era adictivo y se consideraba moralmente degenerado, siendo esta una de las primeras representaciones del ajenjo en el arte, aunque el pintor añadió la copa más tarde, entre 1867 y 1872; la bebida se hizo popular solo poco después, en la década de 1860.
Se trata de un retrato de cuerpo entero de un trapero alcohólico llamado Collardet, quien frecuentaba los alrededores del Louvre en París. Collardet está pintado principalmente en tonos marrones, grises y negros. El sujeto está de pie, aunque apoyado sobre una repisa ahora al lado de un vaso medio lleno de absenta (que sería añadido con posterioridad) y ante una botella vacía tirada a sus pies. Porta un sombrero de copa negro y está envuelto en una capa marrón, como un aristócrata. Influenciado por el realismo de Gustave Courbet, el trabajo muestra un tema mundano a gran escala, que mide 181 centímetros de alto por 106 centímetros de ancho. Entre sus referencias artísticas, cabe la posibilidad de que Manet se inspirase en obras tales como las pinturas de la gente común de Diego Velázquez, al que consideraba el pintor de los pintores (particularmente sus pinturas de Esopo y Menipo), y de El indiferente de Watteau.
Dicha pintura, sin embargo, también mostraba debilidades técnicas; como por ejemplo un acabado desigual, con pinceladas visibles en algunos lugares. Anatómicamente, las piernas del personaje representado se unen torpemente con el cuerpo del sujeto.
Manet continuó revisando el trabajo una vez finalizado e insertó la misma figura en su pintura de 1862 conocida como El viejo músico. El retrato original completo se redujo a tres cuartos de longitud en 1867 cuando Manet lo exhibió con otras 56 obras en una retrospectiva autofinanciada en la Exposición Universal celebrada en París, pero la amplió nuevamente en 1872 cuando vendió esta y otras 23 obras al comerciante de arte Paul Durand-Ruel. El vaso de ajenjo fue una adición tardía, entre 1867 y 1872.
La pintura fue vendida al cantante de ópera Jean-Baptiste Faure en 1906 y expuesta en la Galería Nacional de Dinamarca, en Copenhague en 1914 cuando fue adquirida por la Fundación Ny Carlsberg. Fue una de las primeras obras modernas agregadas a la colección en la Ny Carlsberg Glyptotek, donde todavía se conserva.